# 大孢干尸霉
大孢干尸霉（学名：Tarichium megaspermum）是属于虫霉目虫霉科干尸霉属的一种真菌，寄生在鳞翅目昆虫上。该种分布于中国、美国、加拿大、波兰、俄罗斯等地。